# Cestrum evanidum
Cestrum evanidum är en potatisväxtart som beskrevs av Julius Sterling Morton. Cestrum evanidum ingår i släktet Cestrum och familjen potatisväxter. Inga underarter finns listade i Catalogue of Life.